# Olena Anatoliivna Bondarenko
Pour les articles homonymes, voir Bondarenko.
 (mars 2022).
Si vous disposez d'ouvrages ou d'articles de référence ou si vous connaissez des sites web de qualité traitant du thème abordé ici, merci de compléter l'article en donnant les références utiles à sa vérifiabilité et en les liant à la section « Notes et références ».
Olena Anatoliivna Bondarenko (ukrainien Олена Анатоліївна Бондаренко), née le 26 mai 1974 à Makiïvka, est une femme politique  et journaliste ukrainienne.

## Biographie
Née Kovalenko le 26 mai 1974 à Makiïvka de l'oblast de Donetsk, elle fait ses études à l'université nationale de Donetsk.

### Carrière journalistique
- 1994-1995 - pour l'hebdomadaire "Donetsk News"
- 1995-1998 - pour le service information du Ukraine (chaîne de télévision) puis pour l'antenne des régions
- 1998-2001 - éditrice à "New Donbass" TV channel
- 2001 directrice de la communication pour la branche régionale de Donetsk du Parti des Verts d'Ukraine

### Carrière politique
Elle fut députée des Ve, VIe et VIe Rada sous l'étiquette Parti des régions.